# Манджурски скорпион
Манджурският скорпион, още китайски скорпион (Mesobuthus martensii) е вид скорпион от семейство Buthidae. Този скорпион е опасен за хората, но не е смъртоносен.

## Описание
Този скорпион има златисто оцветяване, което леко потъмнява в гръбната част. Дължината на мъжките е приблизително 6 cm. Женските могат да достигнат до 8 cm. Тяхната продължителност на живота е около 6 години. Опашката му е сравнително голяма, а последната и част блести в малко по-тъмен цвят.

## Отрова
Отровата му е силна и се използва в традиционната китайска медицина повече от 1000 години за лечение на различни нервни заболявания, като парализа, апоплексия и епилепсия. Съставена е от 3 различни токсина, като всеки от тях има различен ефект върху организма. Възможността отровата да бъде използвана в земеделието като пестициди също се изучава поради специфичните си характеристики.

## Хранене
Обикновено се храни с малки скорпиони, бръмбари, щурци и щипалки, но също так и с хлебарки, дребни бозайници, малки влечуги и други.

## Разпространение и местообитание
Манджурският скорпион живее в северен Китай и Манджурия от където идва името му. Среща се още и в Монголия, Корея и Япония. Обитава степи и ливади, но понякога и пустини.